# Paw Paw (Illinois)
Paw Paw is een plaats (village) in de Amerikaanse staat Illinois, en valt bestuurlijk gezien onder Lee County.

## Demografie
Bij de volkstelling in 2000 werd het aantal inwoners vastgesteld op 852. In 2006 is het aantal inwoners door het United States Census Bureau geschat op 885, een stijging van 33 (3,9%).

## Geografie
Volgens het United States Census Bureau beslaat de plaats een oppervlakte van 1,5 km², geheel bestaande uit land. Paw Paw ligt op ongeveer 226 m boven zeeniveau.

## Plaatsen in de nabije omgeving
De onderstaande figuur toont nabijgelegen plaatsen in een straal van 16 km rond Paw Paw.